# Anopheles rhodesiensis
Anopheles rhodesiensis är en tvåvingeart som beskrevs av Theobald 1901. Anopheles rhodesiensis ingår i släktet Anopheles och familjen stickmyggor. Inga underarter finns listade i Catalogue of Life.